# Спаське нафтове родовище
Спаське нафтове родовище — належить до Бориславсько-Покутського нафтогазоносного району Передкарпатської нафтогазоносної області Західного нафтогазоносного регіону України.

## Опис
Розташоване у Рожнятівському районі Івано-Франківської області на відстані 10 км від м. Рожнятів. 
Належить до першого ярусу структур центр. частини Бориславсько-Покутської зони і підвернутого крила Берегової скиби Карпат . Спаська структура виявлена в 1956 р. Спаська складка належить до Бориславсько-Покутського нафтогазоносного району Передкарпатської нафтогазоносної області тильної лінії першого ярусу структур Бориславсько-Покутської зони, яка по насуву межує з Береговою скибою Карпат і повністю нею перекрита. По менілітових відкладах складка є вузькою майже симетричною у присклепінчастій частині антикліналлю північно-західного простягання. Розміри Спаської складки у межах родовища 10,5х2,7 м, висота 1600 м. У 1959 р. з нижньоменілітових відкладів з інт. 1328-1526 м отримано фонтан нафти дебітом 28 т/добу на діафрагмі діаметром 14 мм. 
Поклади пластові, склепінчасті, тектонічно екрановані, один з них — пластовий, склепінчастий, літологічно обмежений. Режим Покладів пружний та розчиненого газу. 
Експлуатується з 1960 р. Запаси початкові видобувні категорій А+В+С1: нафти — 2228 тис. т; розчиненого газу — 493 млн. м³. Густина дегазованої нафти 830-849 кг/м³. Вміст сірки у нафті 0,22-0,44 мас.%. 